# Слідство
Слідство — у кримінальному процесі — збір, дослідження та перевірка доказів, необхідних і достатніх для з'ясування обставин, що входять в предмет доказування.
Слідство відбувається на стадіях:
- досудового розслідування — стадії кримінального процесу;
- судового слідства — частини судового розгляду.

Функція розслідування – одна з найбільш складних і багатогранних функцій кримінального процесу, при виконання якої слідчий, прокурор, детектив та орган, який уповноважений проваджувати дізнання щодо кримінальних проступків, відповідно до вимог кримінально-процесуального закону, здійснюють діяльність, спрямовану на збирання, дослідження, оцінку, перевірку та використання доказів, розкриття злочинів, установлення об’єктивної істини щодо фактичних обставин складу кримінального правопорушення та доведеності поза розумним сумним щодо суб’єктивної сторони досліджуваних подій, забезпечення правильного застосування закону, охорону прав і законних інтересів фізичних та юридичних осіб, забезпечення доказової основи та правових умов для здійснення правосуддя.
Досудове розслідування злочинів здійснюється у формі досудового слідства, а кримінальних проступків – у формі дізнання.
Досудове слідство – здійснювана у передбаченій законом процесуальній формі в рамках стадії досудового розслідування пізнавальна, правозастосовна та правоохоронна діяльність слідчого, зміст якої полягає у збиранні, дослідженні, перевірці, оцінці та використанні доказів, встановленні об’єктивної істини, забезпеченню прав і свобод людини, провадженню слідчих, негласних слідчих (розшукових)  та інших процесуальних дій та самостійному застосуванні норм права з метою виконання завдань кримінального процесу,  створення умов для здійснення справедливого правосуддя.
Судове слідство – це складова судового розгляду, яка становить здійснювану в умовах гласності, усності і безпосередності процесу та принципу змагальності сторін, за активної участі потерпілого, підсудного, захисника, а у визначених в законі випадках, також за участі присяжних  й інших учасників процесу, діяльність щодо всебічного повного та об’єктивного дослідження доказів для забезпечення правосуддя (справедливого судового рішення).

## Особливості досудового слідства за законодавством України
Досудове слідство провадиться слідчими: Національної поліції,   органів безпеки  та Державного бюро розслідувань, а також детективами Бюро економічної безпеки України та Національного антикорупційного бюро України.
Підслідність кримінальних справ визначена у ст. 216 Кримінального процесуального кодексу України.
Досудове розслідування розпочинається з моменту внесення відомостей до Єдиного реєстру досудових розслідувань.
Згідно з ч. 2 ст. 36 КПК України прокурор здійснює нагляд за додержанням законів під час проведення досудового розслідування у формі процесуального керівництва досудовим розслідуванням.  
Керівник органу досудового розслідування, згідно ч. 2 ст. 39 КПК України,  уповноважений «визначати слідчого (слідчих), який здійснюватиме досудове розслідування, а у випадках здійснення досудового розслідування слідчою групою - визначати старшого слідчої групи, який керуватиме діями інших слідчих».
Слідство здійснюється слідчим  у передбаченій законом процесуальній формі.
Для збирання, дослідження та перевірки доказів, слідчий уповноважений проводити систему визначених в КПК України слідчих та негласних слідчих (розшукових) дій:
1) слідчі дії: огляд (стаття 237), включаючи огляд трупа (ст. 238), огляд трупа, пов’язаний з ексгумацією (ст. 239); допит, у тому числі одночасний допит двох чи більше вже допитаних осіб, який раніше йменувався очною ставкою (статті 224–226); пред’явлення для впізнання (стаття 228–231), обшук (стаття 233–236), слідчий експеримент (стаття 240), освідування (стаття 241), отримання зразків для експертного дослідження (стаття 245), провадження  експертизи (стаття 241–244), зняття показань з технічних засобів фото-, кінозйомки чи відеозапису (ст. 245-1 КПК України);
2) негласні слідчі (розшукові) дії –  різновид слідчих (розшукових) дій, відомості про факт та методи проведення яких не підлягають розголошенню:  1) аудіо-, відеоконтроль особи (ст. 260 КПК України);  2) спостереження за особою, місцем або річчю (ст. 269 КПК України); 3) аудіо-, відеоконтроль місця (ст. 270 КПК України); 4) арешт, огляд та виїмка кореспонденції (ст. 261–262 КПК України); 5) зняття інформації з електронних комунікаційних мереж (ст. 263 КПК України); 6) зняття інформації з електронних інформаційних систем (ст. 264 КПК України; 7) обстеження публічно недоступних місць, житла чи іншого володіння особи (ст. 267 КПК України); 8) моніторинг банківських рахунків (ст. 269-1 КПК України);  9) установлення місцезнаходження радіообладнання (радіоелектронного засобу (ст. 268 КПК України); 10) негласне отримання зразків, необхідних для порівняльного дослідження (ст. 274 КПК України); 11) контроль за вчиненням злочину (ст. 271 КПК України), який включає: контрольовану поставку, контрольовану та оперативну закупку, спеціальний слідчий експеримент, імітування обстановки злочину; 12) виконання спеціального завдання з розкриття злочинної діяльності організованої групи чи злочинної організації (ст. 272 КПК України).
За особливостями визначеної в законі компетенції щодо прийняття рішення про провадження  усі слідчі (розшукові) дії  дії можуть бути поділені на такі, які провадяться:
1) за рішенням слідчого (проведення експертизи, проведення дистанційного впізнання режимі,  зняття показань з технічних засобів фото-, кінозйомки чи відеозапису (ст. 245-1 КПК України) тощо.  Без винесення постанови слідчий виконує такі слідчі дії: допит, огляди, відтворення обстановки й обставин події, пред’явлення для впізнання і, як правило, затримання підозрюваного;
2) на підставі постанови слідчого, погодженої з керівником органу досудового розслідування (виконання спеціального завдання з розкриття злочинної діяльності організованої групи чи злочинної організації – ст. 272);
2) за постановою прокурора (ексгумація трупа – ст. 239, освідування – ст. 241, контроль за вчиненням злочину – ст. 271);
3) за ухвалою слідчого судді  –  здійснення допиту у режимі відеоконференції (ст. 225); обшук; аудіо-, відеоконтроль особи (ст. 260); накладення арешту та виїмка поштово-телеграфної кореспонденції (ст. 261–262); зняття інформації з електронних комунікаційних мереж (ст. 263), зняття інформації з електронних інформаційних систем (ст. 264); обстеження публічно недоступних місць, житла чи іншого володіння особи (ст. 267); установлення місцезнаходження радіоелектронного засобу (ст. 268); спостереження за особою, місцем або річчю (ст. 269); моніторинг банківських рахунків (ст. 269-1); аудіо-, відеоконтроль місця (ст. 270).
Слідчий органу досудового розслідування, згідно ч. 2 ст. 40 КПК України,  уповноважений «доручати проведення слідчих (розшукових) дій та негласних слідчих (розшукових) дій відповідним оперативним підрозділам».
В кримінально-процесуальному праві присутня тенденція як до розширення системи слідчих дій, так і до удосконалення процесуальної форми їх провадження, яка  в окремих випадках є ще недосконалою.
Зняття показань технічних засобів фото-, кінозйомки чи відеозапису – одна з нових слідчих дій в кримінальному процесі, яка проводиться в стадії досудового слідства на основі постанови слідчого чи прокурора, змістом якої є отримання доказової інформації з матеріалів технічного документування, визначення процедури провадження якої вкрай необхідне в контексті розвитку інформаційних технологій.
Включення до КПК України мають сенс тільки ті пізнавальні заходи, процедура яких може бути настільки прозорою, щоб бути детально регламентованою законом, настільки виваженою, щоб на її основі мати змогу зробити висновок щодо допустимості й достовірності отриманих доказів. Загалом  це означає, що кожний захід, який включається в систему слідчих дій  має отримати процесуальну форму провадження, без чого не може застосовуватися у практичній доказовій діяльності. Сама процесуальна форма слідчої дії є важливим компонентом реалізації принципів верховенства права і  юридичної визначеності, спрямована на отримання достовірних доказів, а в кінцевому прояві – і на встановлення істини у справі, сприяє  забезпеченню прав і свобод людини, а  отже, і здійсненню правосуддя загалом.

## Нормативні акти
- Конституція України: Прийнята Верховною Радою України 28 червня 1996 р.
- Кримінальний процесуальний кодекс України.
- Закон України «Про службу безпеки України». Відомості Верховної Ради України. 1992. № 27. Ст. 382; 2000. Із змінами і доповненнями, внесеними згідно із Законами України URL: http:///www.zakon.rada.gov.ua
- Закон України № 1698-VII від 14 жовтня 2014 року «Про Національне антикорупційне бюро України». Відомості Верховної Ради. 2014. № 47. Ст. 2051. Із змінами і доповненнями, внесеними згідно із Законами України URL: https://zakon.rada.gov.ua/laws/main/1698-18#Text
- Закон України «Про Державне бюро розслідувань». Відомості Верховної Ради (ВВР), 2016, № 6, ст. 55). Із змінами і доповненнями, внесеними згідно із Законами України URL: http:///www.zakon.rada.gov.ua
- Закон України від 28 січня 2021 року № 1150-IX «Про Бюро економічної безпеки України». Офіційний вісник України від 02.04.2021 р., № 25, стор. 11, стаття 1151. URL: https://zakon.rada.gov.ua/laws/show/1150-20/print
- Закон України «Про прокуратуру» / Відомості Верховної Ради (ВВР). 2015. № 2-3. ст. 12. Із змінами і доповненнями, внесеними згідно із Законами України URL: http:///www.zakon.rada.gov.ua
- Закон України «Про Національну поліцію»